# Rodscha aus Kambodscha und Tom Palme
Rodscha aus Kambodscha und Tom Palme (auch Rodscha und Tom ), bürgerlich Roland Schneider (* 1975) und Thomas Wagner (* 1977), sind deutsche Kindermusiker, Texter und Pädagogen.
Schneider und Wagner spielen seit 2001 Mitmach-Konzerte für integrative Einrichtungen, Kindergärten, Schulen und Vereine. Von 2001 bis 2013 waren sie Mitglieder von Donikkl und die Weißwürschtl. Kurz vor Weihnachten 2013 veröffentlichten sie als „Rodscha und Tom“ ihr erstes eigenständiges Album „Affen tanzen - Mitmachlieder“.
Die Texte von Rodscha und Tom stammen zum einen aus der kindlichen Alltagswelt, zum anderen soll die Fantasie angeregt werden, etwa durch Lieder, in denen exotische Tiere wie Elefant, Affe oder Krokodil im Mittelpunkt stehen. Auf diese Weise wollen sie das interkulturelle Lernen fördern.
Rodschas und Toms Lieder sind Mitmach- und Bewegungslieder. Diese gelten als ein Mittel zur Förderung der ganzheitlichen Entwicklung von Kindern. Mitmach- und Bewegungslieder stärken das Selbstvertrauen, sie fördern die Sprachkompetenz, die Körperwahrnehmung, die Fantasie, die Kreativität und die Koordination. Auch kann auf diese Weise dem Bewegungsmangel vieler Kinder entgegengewirkt werden. Neben den Texten trägt dazu auch der Musikstil bei. Bei Rodscha und Tom werden Reggae- und Salsa-Rhythmen, Rockmusik und Lateinamerikanische Musik verarbeitet, sowie Anleihen aus der Weltmusik.
Rodscha und Tom führen Fortbildungen zum Thema „Musik und Bewegung“ durch. Ab 2014 halten sie an der Ludwig-Maximilians-Universität München Lehrveranstaltungen zum Thema „Musik und Bewegung“. Die Grundlage dafür ist Rodschas wissenschaftliche Arbeit „Die pädagogische Bedeutung von Kinderliedern“.